# Syscenus atlanticus
Syscenus atlanticus is een pissebed uit de familie Aegidae. De wetenschappelijke naam van de soort is voor het eerst geldig gepubliceerd in 1988 door Kononenko.